# Nototeredo edax
Nototeredo edax is een tweekleppigensoort uit de familie van de Teredinidae. De wetenschappelijke naam van de soort is voor het eerst geldig gepubliceerd in 1895 door Hedley.